# Suzuki Jimny
Suzuki Jimmy – samochód terenowy produkowany przez japoński koncern motoryzacyjny Suzuki Motor Corporation od kwietnia 1970 roku. Od 2018 roku produkowana jest czwarta generacja pojazdu.

## Pierwsza generacja
Suzuki Jimny I został po raz pierwszy oficjalnie zaprezentowany w 1969 roku.

### Historia i opis modelu

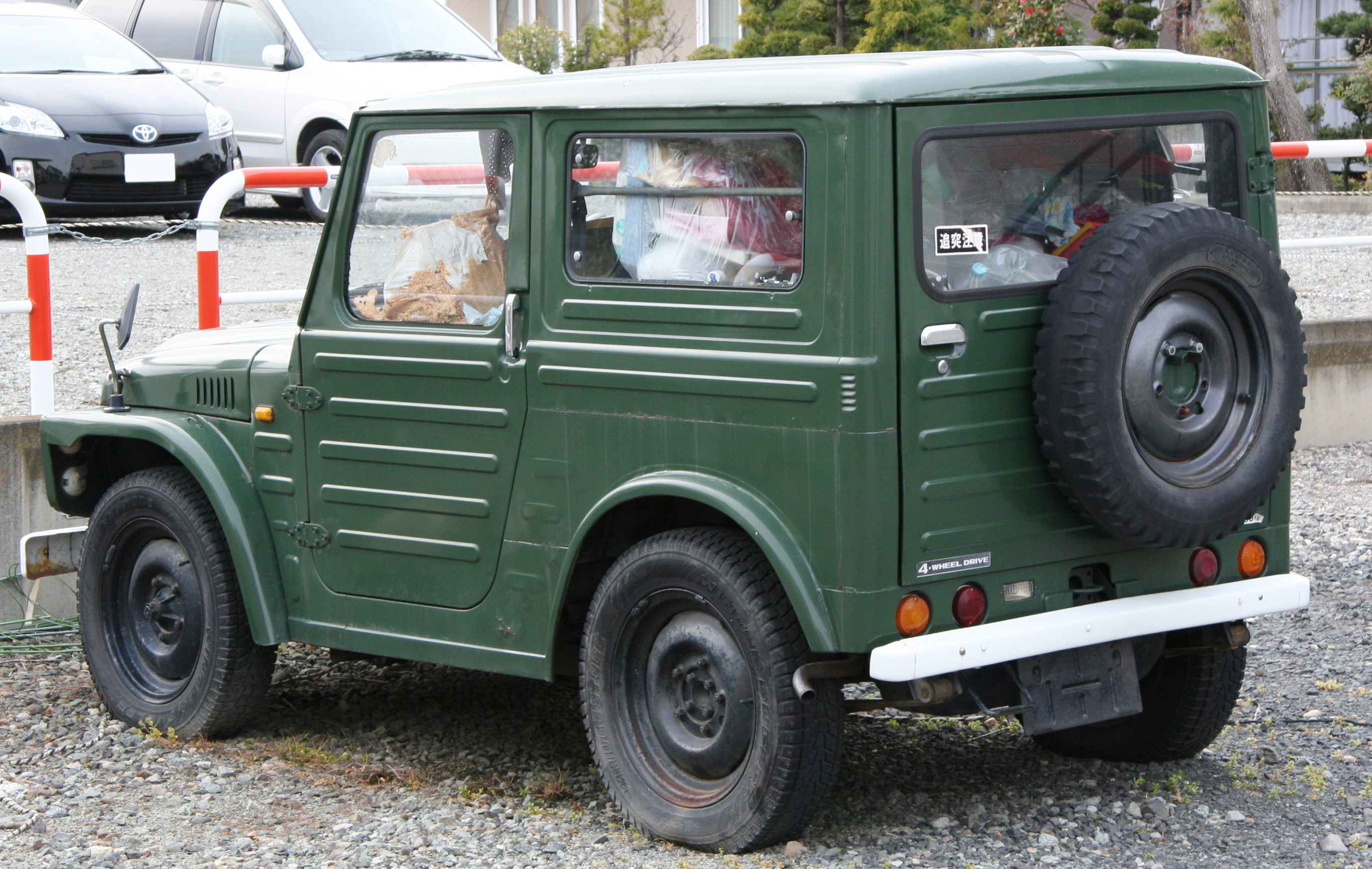
Suzuki Jimny I - tył

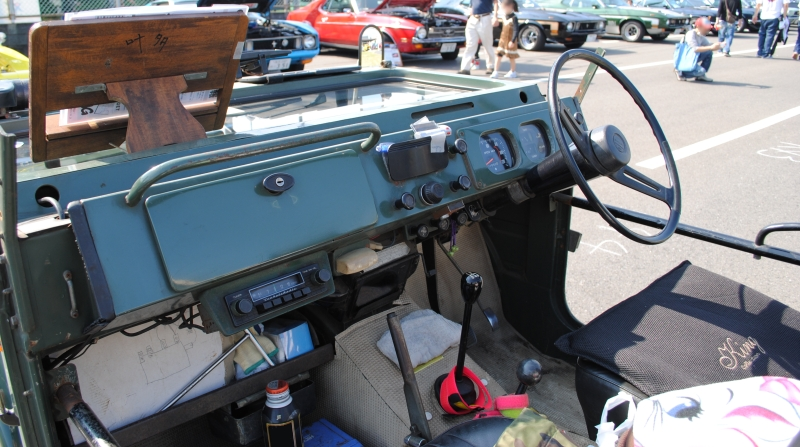
Suzuki Jimny I - deska rozdzielcza

Historia powstania pojazdu sięga roku 1967, kiedy to japońskie przedsiębiorstwo Hope Motor Company postanowiło zbudować kei-cara o terenowym charakterze nawiązującego do Jeepa Willysa, który nazwano Hope Star ON 360. Do napędu pierwotnego pojazdu zakupiono sto egzemplarzy dwusuwowych i dwucylindrowych, rządowych silników benzynowych konstrukcji Mitsubishi o pojemności 359 cm3, które wyposażone były w automatyczny mieszalnik oleju. Z uwagi na finanse przedsiębiorstwa zbudowanych zostało kilkanaście egzemplarzy pojazdu, po czym w 1968 roku utraciło płynność finansową i przejęte zostało przez Suzuki.
W 1977 roku do sprzedaży wprowadzona została wersja LJ80. Wyróżnia się ona delikatnie zmienionymi liniami nadwozia.

### Wersje
- LJ10
- LJ20
- SJ10
- SJ20

## Druga generacja
Suzuki Jimny II został po raz pierwszy oficjalnie zaprezentowany w 1981 roku. 

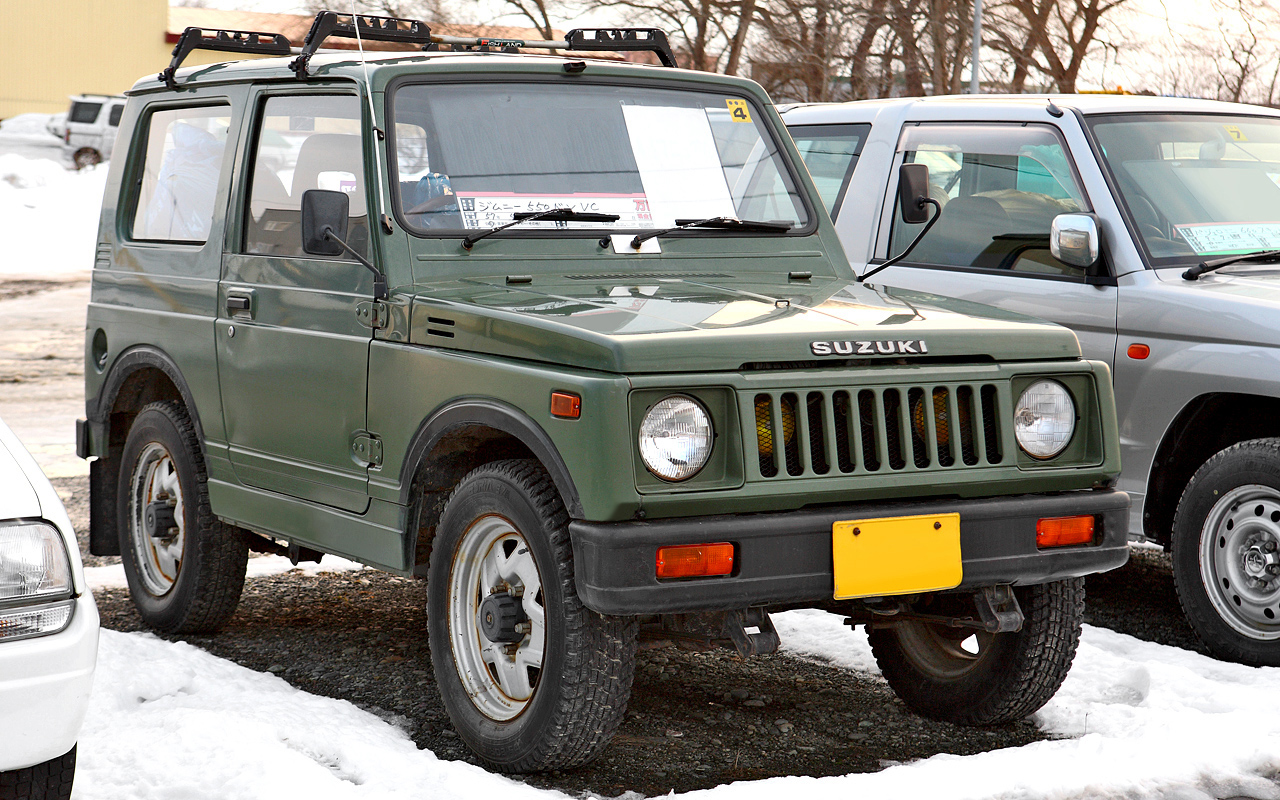
Suzuki Jimny II przed liftingiem

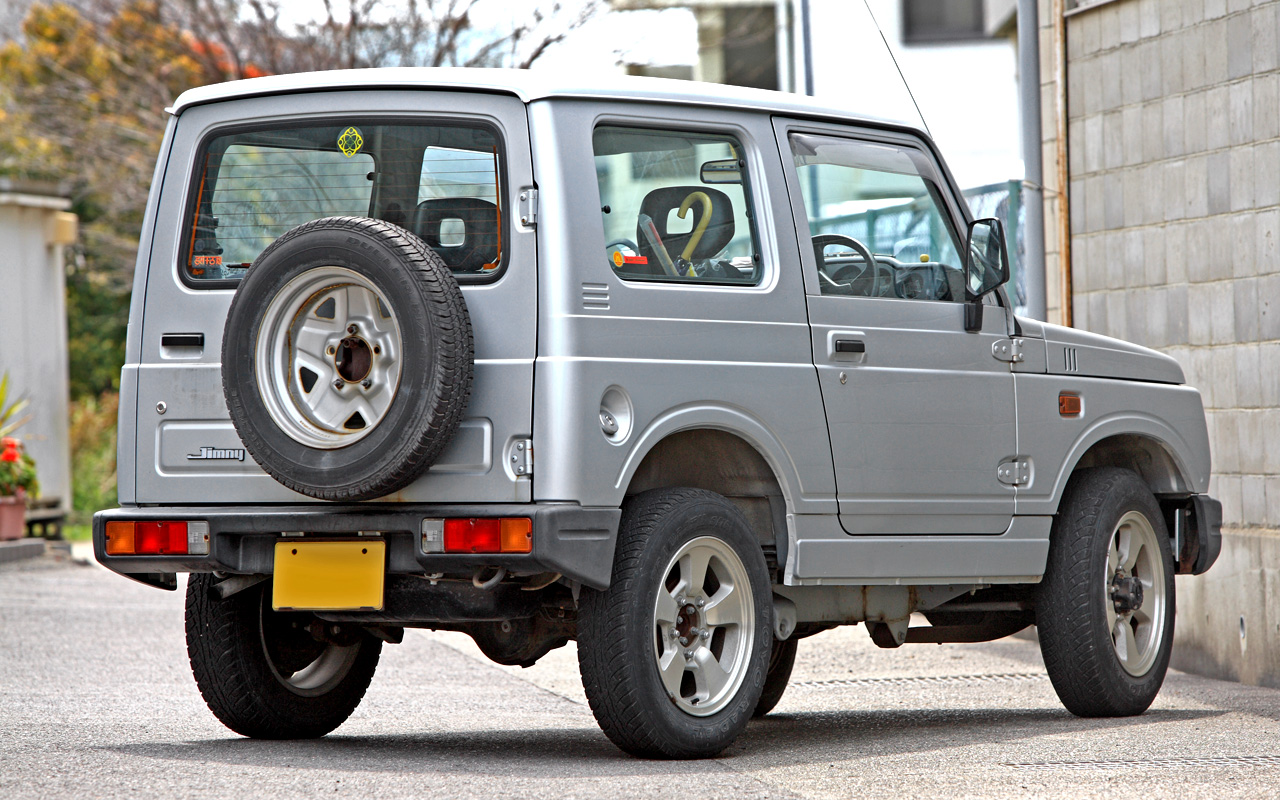
Suzuki Jimny II - tył

W 1995 roku przeprowadzona została delikatna modernizacja pojazdu. Auto zyskało m.in. przemodelowany pas przedni.

### Wersje
- SJ30
- SJ40
- SJ413
- Samurai

## Trzecia generacja
Suzuki Jimny III zostało po raz pierwszy oficjalnie zaprezentowane podczas targów motoryzacyjnych w Tokio w 1997 roku.

### Historia i opis modelu

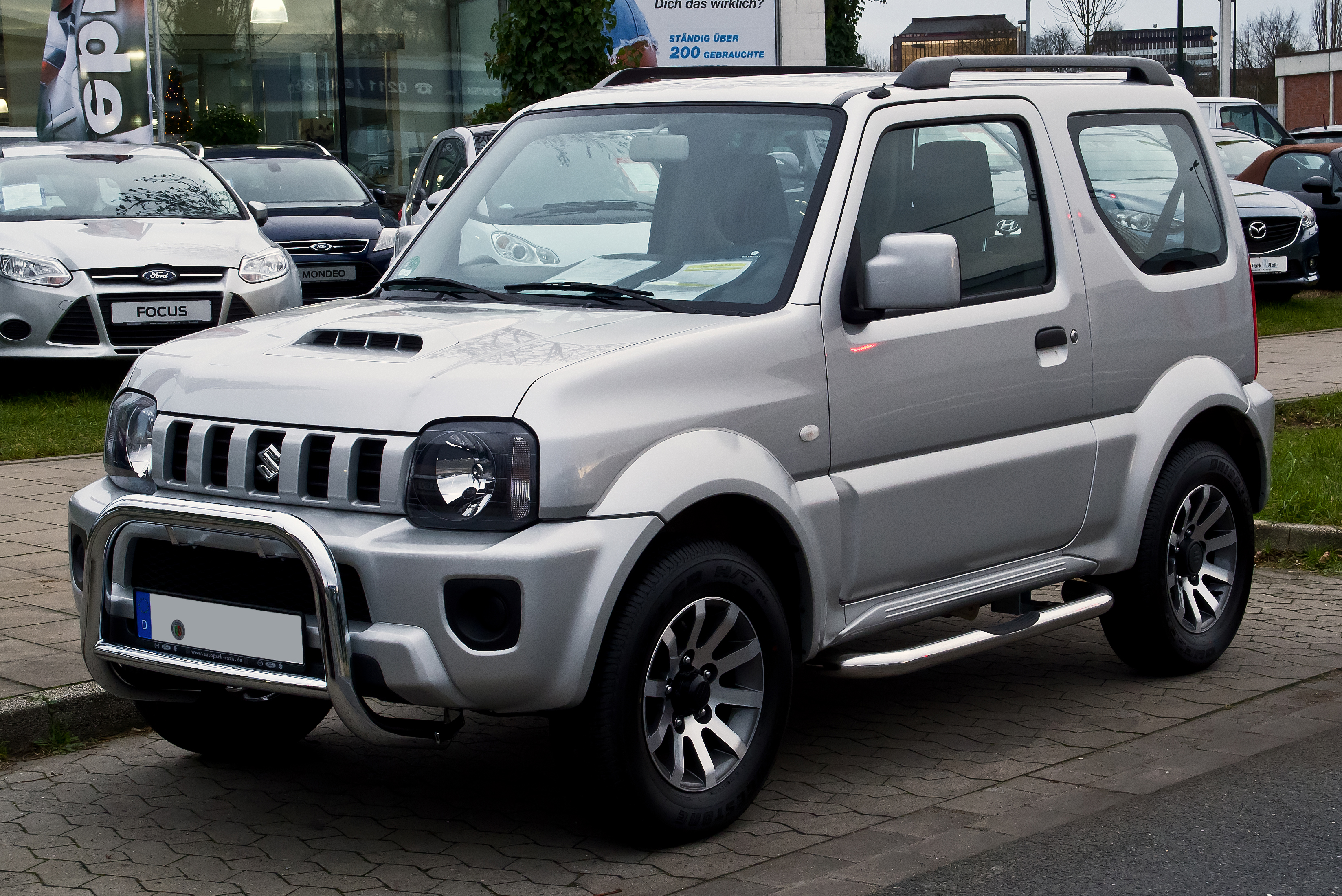
Suzuki Jimny III po liftingu

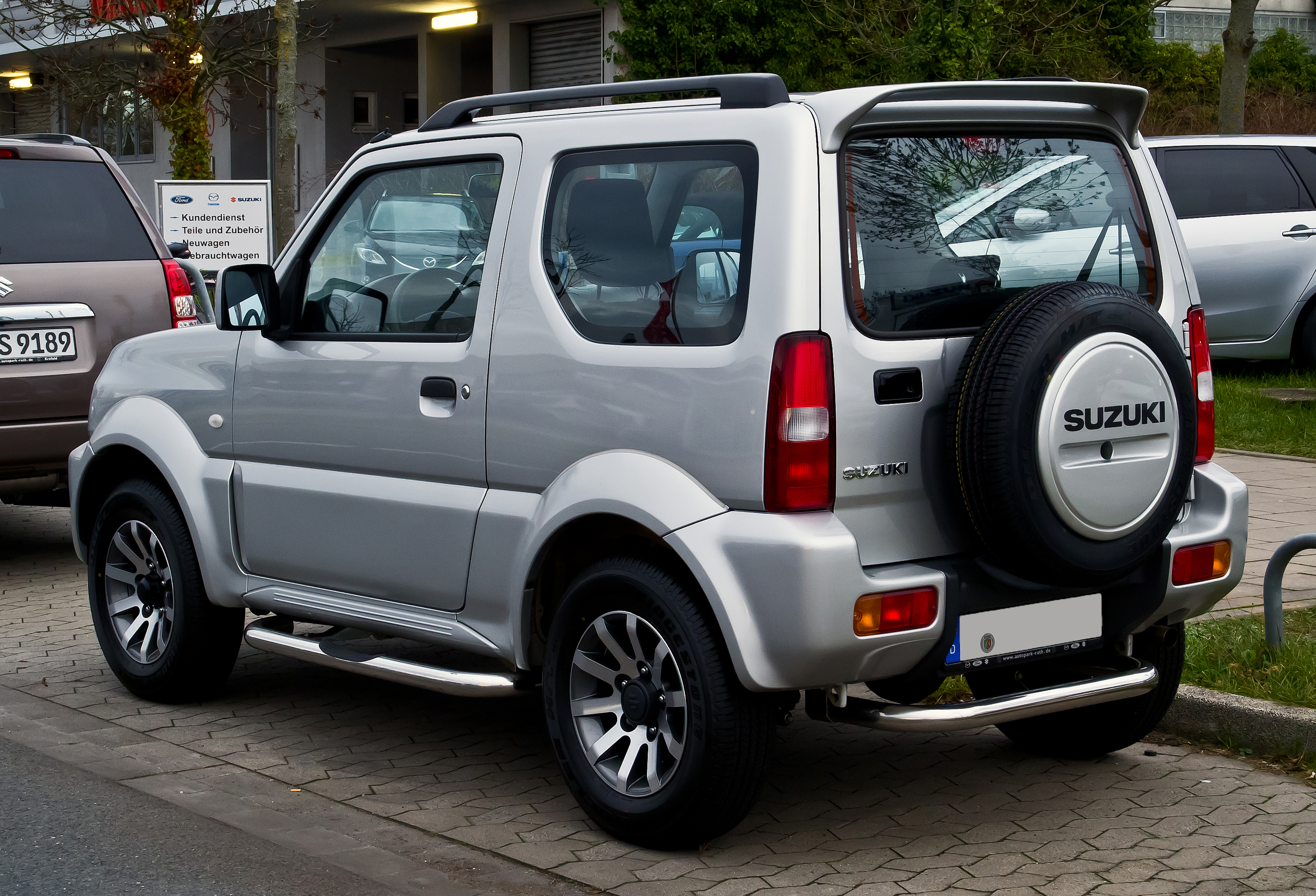
Suzuki Jimny III po liftingu - tył

Nadwozie pojazdu zbudowane zostało na solidnej ramie nośnej. Z przodu i tyłu zastosowane zostały sztywne mosty na sprężynach śrubowych. 
Początkowo auto oferowane było w pełni zabudowanej wersji, która w 1999 roku uzupełniona została o półotwartą wersję cabrio, która wyposażono w brezentowych dach. W 2012 roku auto przeszło modernizację. Najbardziej widoczne zmiany zastosowano w pasie przednim pojazdu gdzie zastosowano nowy wzór atrapy chłodnicy, zderzaka oraz wlotu powietrza do pokrywy silnika, a także wnętrze przednich reflektorów.

### Wersje
- Club
- Comfort
- Elegance
- Jeans
- SLX
- JLX
- JX

W zależności od wybranej wersji wyposażeniowej oraz rocznika modelowego pojazdu, auto wyposażone mogło być m.in. w system ABS z EBD, 2 poduszki powietrzne, wspomaganie kierownicy, klimatyzację, elektryczne sterowanie szyb, elektryczne sterowanie lusterek, radio CD, zamek centralny, podgrzewane przednie fotele i lusterka zewnętrzne, skórzaną tapicerkę oraz światła przeciwmgłowe.

## Czwarta generacja
Suzuki Jimny IV zostało po raz pierwszy zaprezentowane podczas targów motoryzacyjnych w Indonezji w 2018 roku.

### Historia i opis modelu

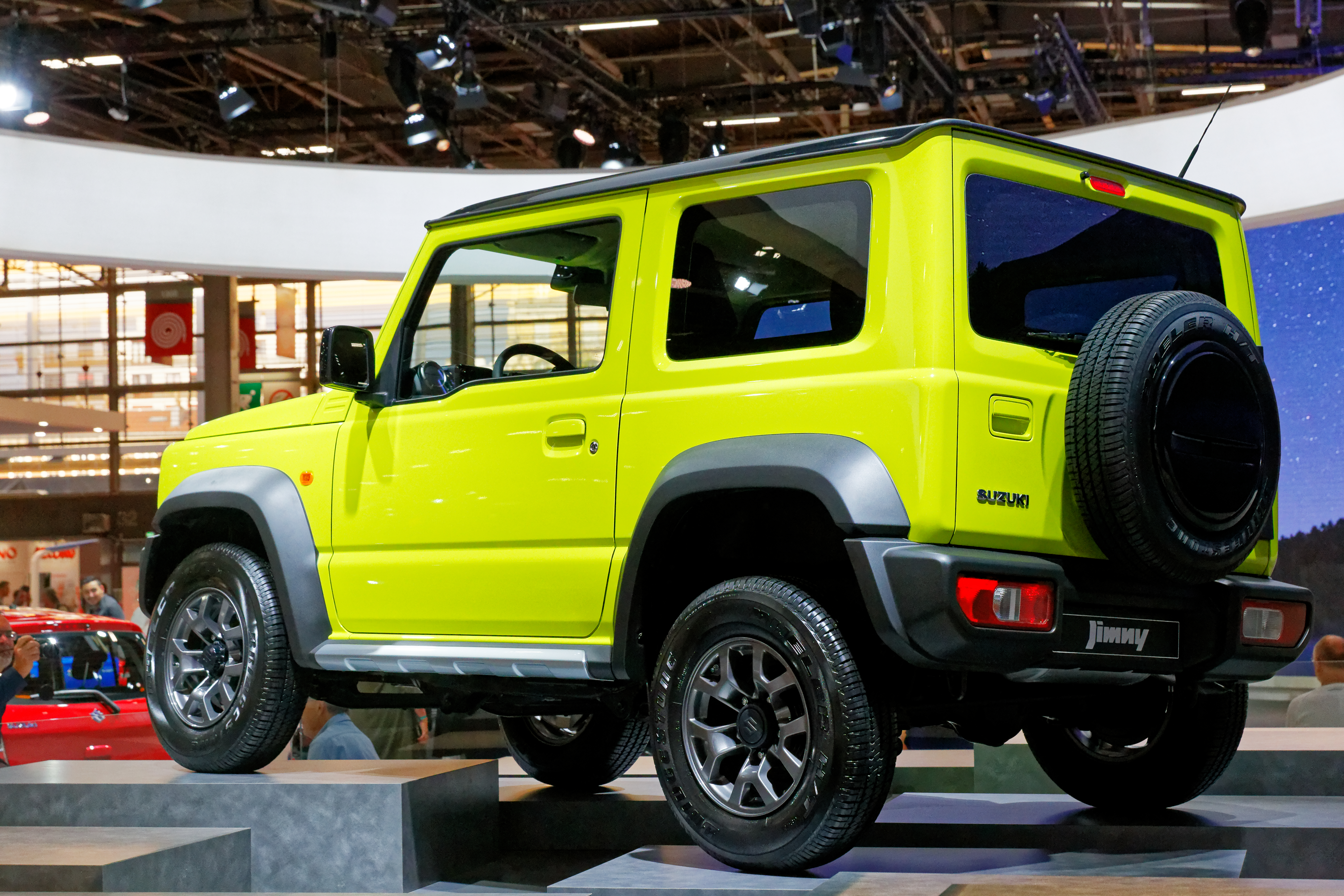
Suzuki Jimny IV - tył

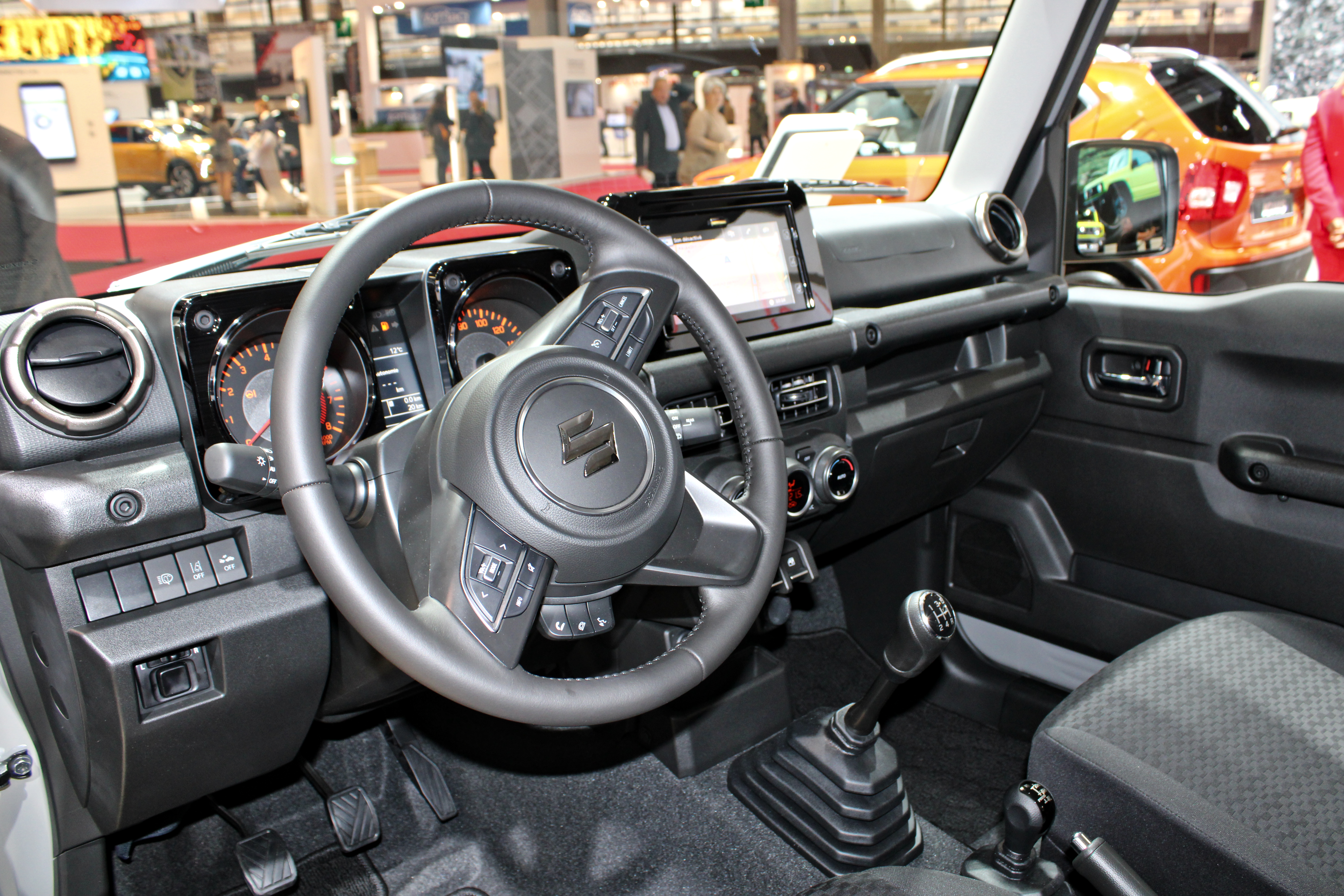
Suzuki Jimny IV - wnętrze

Design nadwozia pojazdu nawiązuje do klasycznej, drugiej generacji modelu. Auto otrzymało kanciasty pas przedni z okrągłymi reflektorami, plastikową atrapą chłodnicy oraz lampami tylnymi umieszczonymi w zderzaku. Auto zbudowane zostało na bazie ramy drabinowej. Samochód został ponadto wyposażony w reduktor i napęd na cztery koła (stały na koła tylne, dołączany na koła przednie).
Samochód na początku sprzedaży zdobył ogromną popularność, znacznie przewyższającą nadzieje producenta. Już w styczniu 2019 roku polski oddział Suzuki wyprzedał wszystkie egzemplarze przeznaczony na nasz rynek do końca 2020 roku.

### Wycofanie ze sprzedaży
W połowie 2020 roku Suzuki stwierdziło, że w najbliższym czasie Jimmy ma zostać wycofane ze sprzedaży na większości rynków europejskich. Powodem ma być przede wszystkim limit emisji CO2, który w przypadku tego auta jest znacznie przekroczony, co powoduje naliczanie na producenta kar. Aby zrównywać kosztów tych kar koniecznym było by podniesienie ceny blisko o połowę.

#### Powrót do sprzedaży
Dwa miesiące później Suzuki postanowiło przywrócić Suzuki Jimmy do sprzedaży po wycofaniu go wcześniej z większości rynków europejskich. Powracający model jednak trafi do sprzedaży wyłącznie w debiutującej wersji ciężarowej, pozbawionej tylnej kanapy. Dwuosobowe Jimny będzie wyposażone w kratę oddzielającą przestrzeń pasażerską od bagażowej, zgodnie z homologacją ciężarową N1, która ma ratować producenta przed karami za emisję CO2. Dzięki zmianom pojemność bagażnika zwiększy się do 863 litrów.

### Wersje wyposażeniowe
- Comfort
- Premium
- Elegance
- XLED

Standardowe wyposażenie podstawowej wersji Comfort obejmuje m.in. system ABS z EBD i ESP, 6 poduszek powietrznych, światła do jazdy dziennej, czujnik zmierzchu, systemy HHC, HDC, BAS oraz TPMS, a także wielofunkcyjną kierownicę, tempomat, klimatyzację manualną, radio CD/MP3/WMA z Bluetooth oraz zestawem głośnomówiącym. 
Wersja Premium dodatkowo wyposażona jest m.in. w zamek centralny z pilotem, elektryczne sterowanie szyb, elektryczne sterowanie lusterek, światła przeciwmgłowe oraz podgrzewane przednie siedzenia. 
Wersja Elegance wyposażona została dodatkowo m.in. w skórzane koło kierownicy, klimatyzację automatyczną, interaktywny system multimedialny z 7-calowym ekranem dotykowym oraz nawigacją satelitarną, podgrzewane lusterka zewnętrzne, a także w pełni wykonane w technologii LED reflektory przednie.
Opcjonalnie auto doposażone może zostać m.in. w pakiet plastikowych osłon, bagażnik dachowy, przystawkę namiotową, diodową lampę roboczą, gniazdo USB, gniazdo 12V, czujniki cofania, czujnik zmierzchu, tuner telewizji DVB-T, kamerę cofania, a także znany z premiery pojazdu lakier w kolorze Kinetic Yellow.